# Don Juan oder Die Liebe zur Geometrie (Film)
Don Juan oder die Liebe zur Geometrie ist eine deutsche Fernseh-Verfilmung des gleichnamigen Dramas von Max Frisch.

## Handlung
Die Handlung des Films folgt der literarischen Vorlage:
Don Juan soll Donna Anna heiraten, verweigert seiner Braut aber da Jawort, worauf diese sich das Leben nimmt und ihr Vater Don Gonzalo ihn zum Duell fordert. Don Juan tötet dabei Don Gonzalo, und auch sein eigener Vater Don Tenorio stirbt an einem Herzanfall.
In den folgenden Jahren macht Don Juan sich in ganz Spanien den Ruf eines Frauenverführers, der schon einige gehörnte Ehemänner im Duell getötet hat. Sein eigentliches Interesse gilt aber nicht den Frauen, sondern der Suche nach Wahrheit und Erkenntnis. Er will sein Frauenhelden-Dasein hinter sich lassen und sich nur noch seiner wahren Liebe widmen: den klaren Linien und Formen der Geometrie. Deshalb will er einige seiner verflossenen Geliebten zu einer Feier einladen und dort mit Hilfe von Theaterfeuer und einer Bühnenversenkung seine eigene Höllenfahrt vortäuschen, um sich mit Hilfe des Bischofs von Cordoba in ein Kloster zurückzuziehen. Der ebenfalls zu der Feier geladene Bischof verwehrt ihm den Platz im Kloster jedoch und entpuppt sich dann als Don Balthasar Lopez, einer der gehörnten Ehemänner. So bleibt Don Juan nur eine Rückzugsmöglichkeit: Miranda, eine ehemalige Prostituierte, hatte sich einst in Don Juan verliebt, dann aber einen reichen Herzog geheiratet und ist nun verwitwet. Sie bietet ihm an, in ihrem herzoglichen Schloss zu leben.
Jahre später: Don Juan hat nun Miranda geheiratet und lebt in ihrem Schloss, das er aber nicht verlassen kann, weil man im ganzen Land die Legende von seiner Höllenfahrt glaubt. Er muss nun das Leben eines braven Ehemannes führen und erfährt beim Essen von Miranda, dass er bald Vater werden wird.

## Produktion
Der Film ist eine Produktion des Bayerischen Rundfunks und wurde am 21. Oktober 1965 zum ersten Mal ausgestrahlt.

## Rezeption
„Selten hat sich der Rezensent mit solcher Freude ein Fernsehspiel angesehen wie die Michael-Kehlmann-Inszenierung von Don Juan oder Die Liebe zur Geometrie von Max Frisch. Es war ein Fest der Schauspielkunst.“